# プロビデンスの目

キリスト教で用いられるプロビデンスの目のデザイン

プロビデンスの目（プロビデンスのめ、英: Eye of Providence）とは、目が描かれたキリスト教における意匠。プロビデンスはキリスト教の摂理という意味で、神の全能の目（英: all-seeing eye of God）を意味する。光背や、三位一体の象徴である三角形としばしば組み合わせて用いられる。

## 使用
中世からルネサンスにかけて以降、三位一体の象徴としてデザインが用いられた。現在でもアメリカ合衆国の国章の裏面をはじめ町や大学の紋章、アメリカ合衆国ドルをはじめとする通貨のデザインで用いられている。

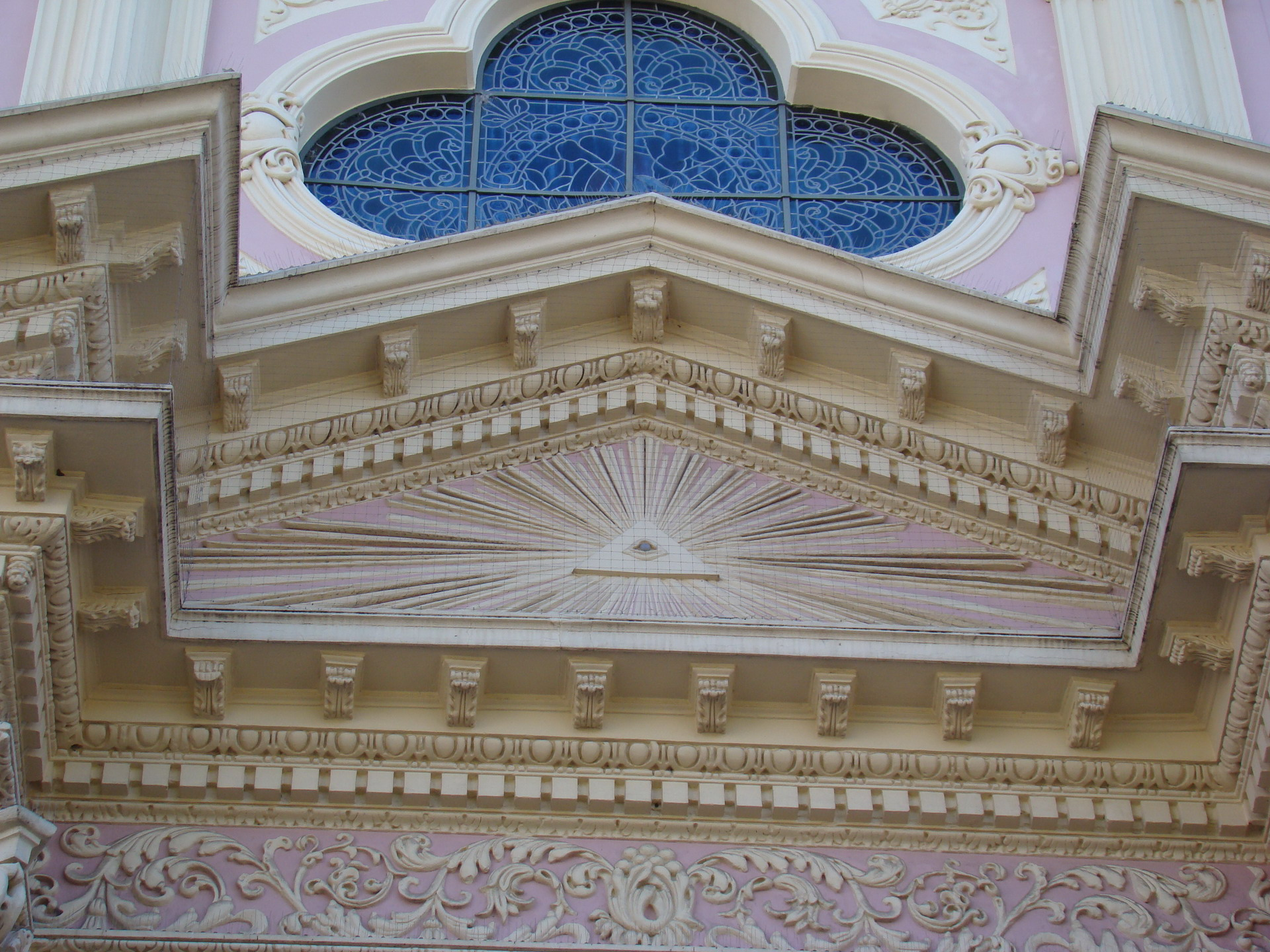
1882年に完成したアルゼンチンのサルタ大聖堂のプロビデンスの目
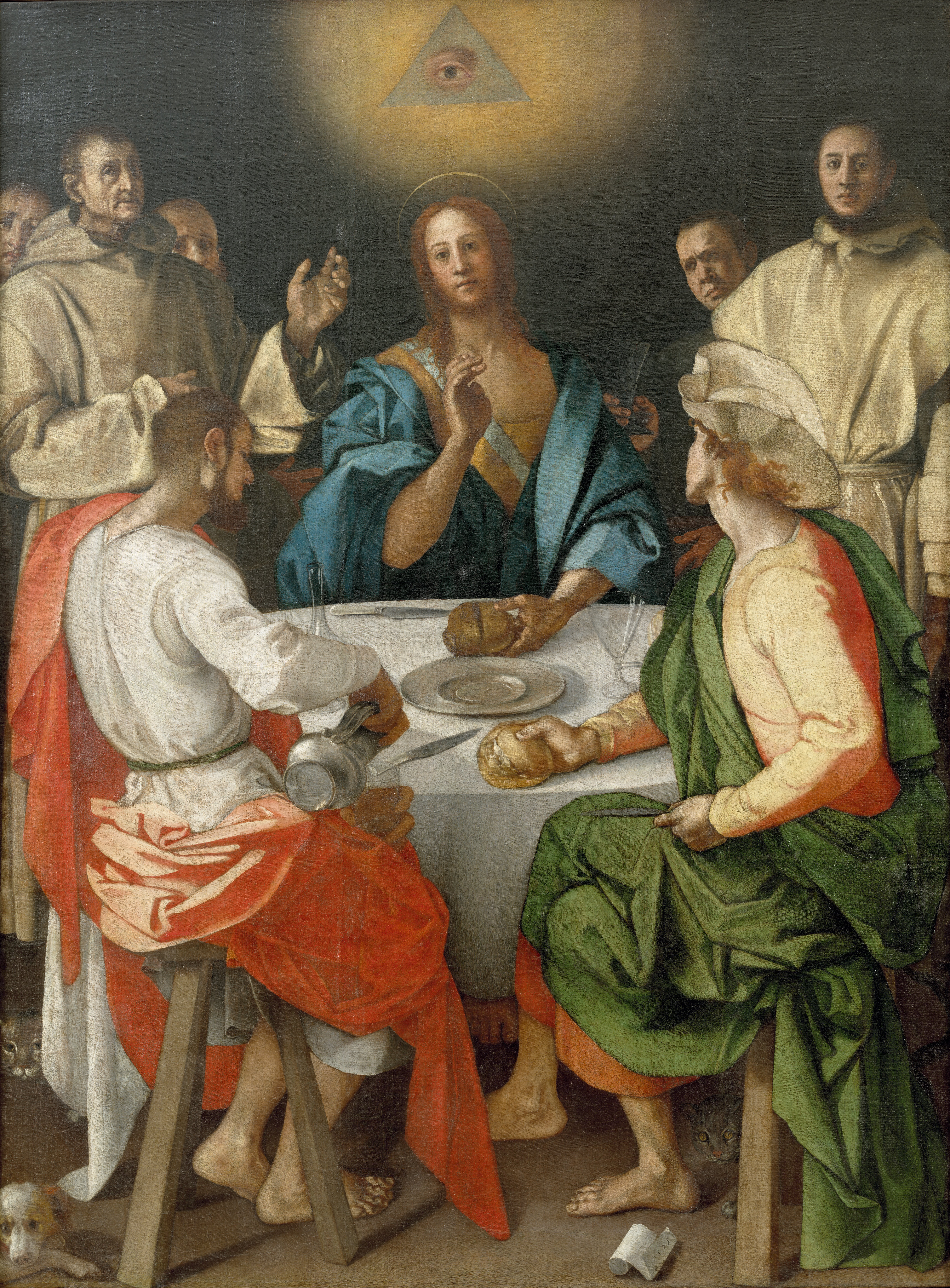
1525年にヤコポ・ダ・ポントルモの描いたエマオの晩餐。キリストの上にプロビデンスの目が描かれている。
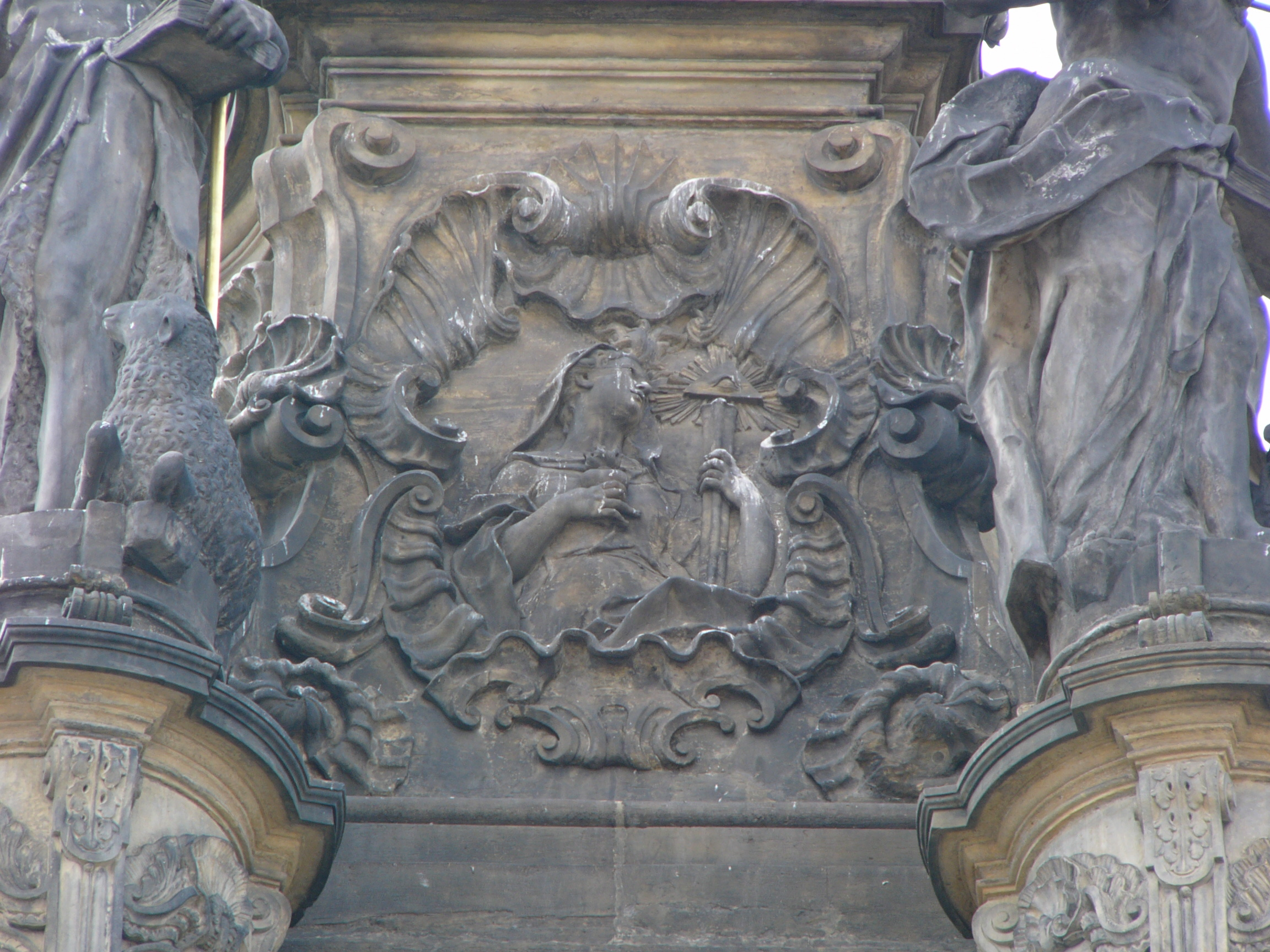
オロモウツの聖三位一体柱にあるレリーフ。愛の寓意を表し、プロビデンスの目を掲げている。
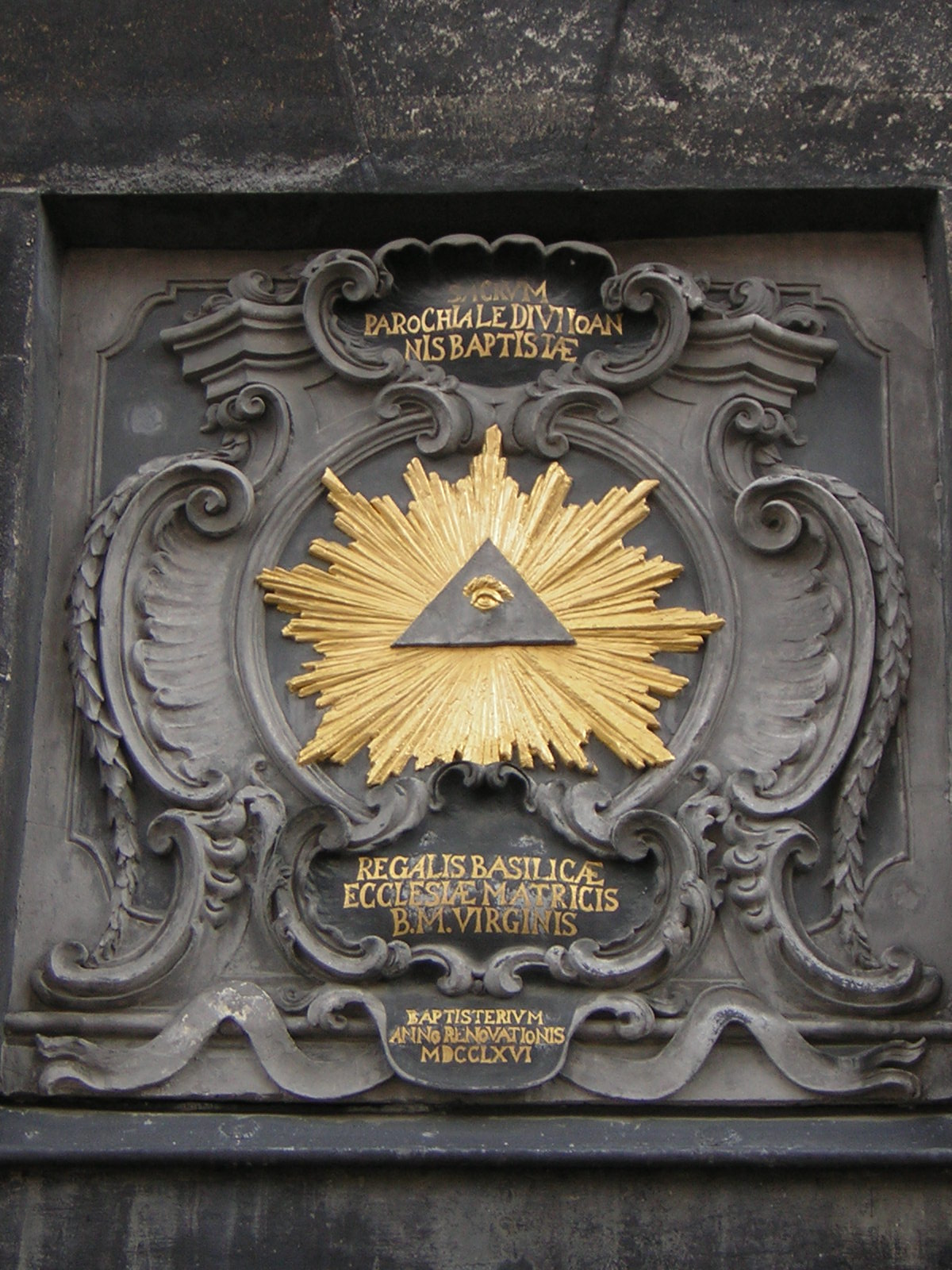
アーヘン大聖堂に施されたプロビデンスの目の装飾。下側にローマ数字で「MDCCLXVI」（1766）と書かれている。
アメリカ合衆国の国章の裏面。未完成のピラミッドの基部にローマ数字で「MDCCLXXVI」（1776）と書かれている。
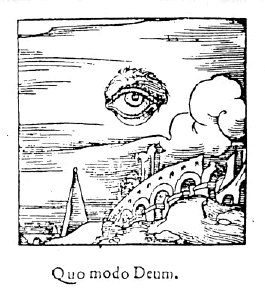
錬金術で用いられるプロビデンスの目
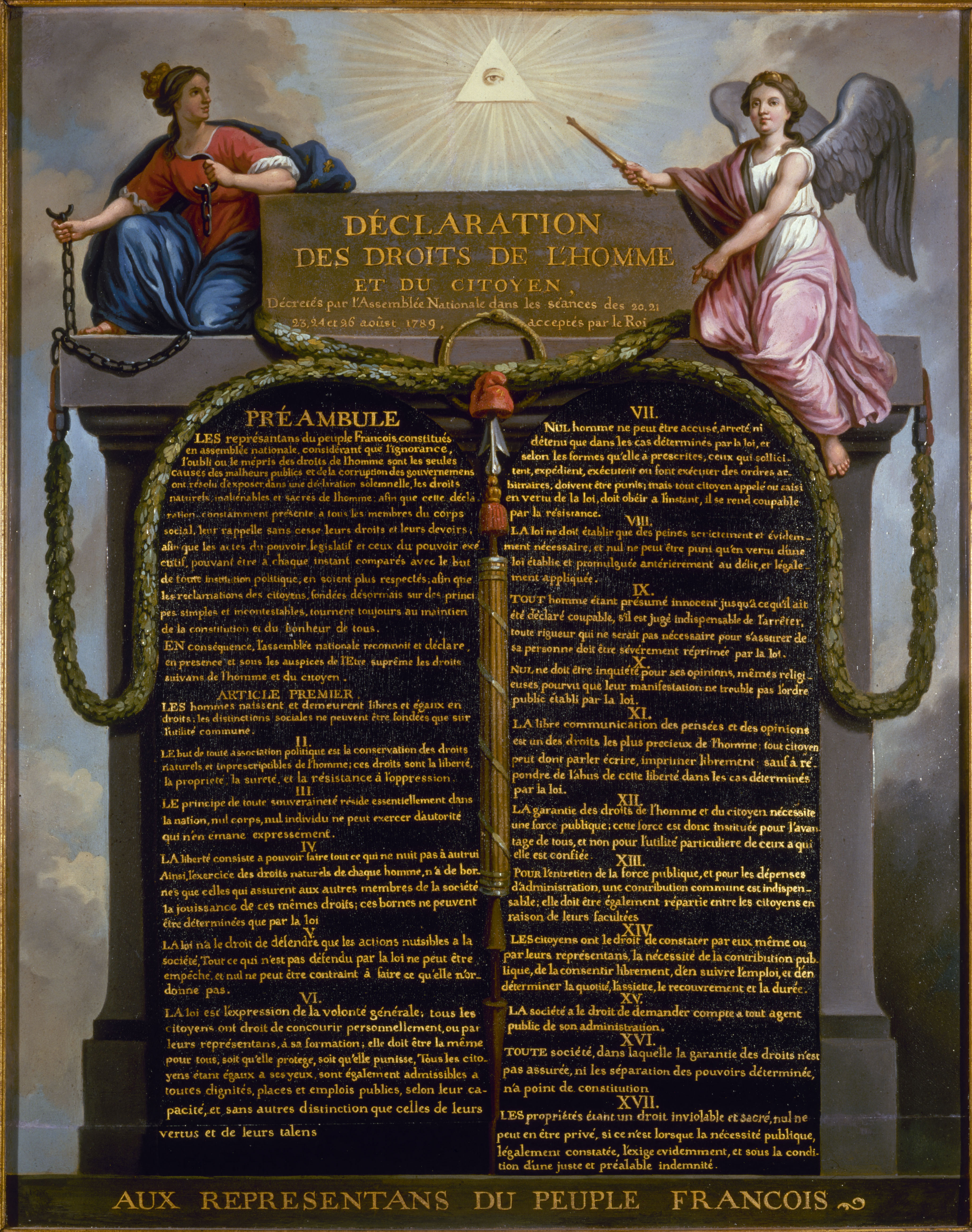
フランス人権宣言の版画
チリ大学の校章
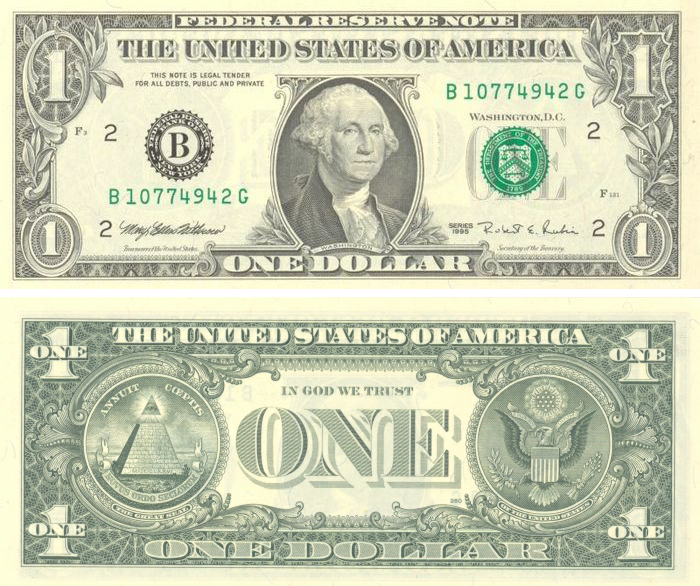
1935年に採用されたアメリカ合衆国の1ドル紙幣。国章の裏面がデザインとして使われている。ラテン語で、右の白頭鷲の下部に「多くのものから一つに」、左の未完成のピラミッドの上部に「神は我々の企てを支持される」、下部に「時代の新しい秩序」とローマ数字で「MDCCLXXVI」（1776）と書かれている。
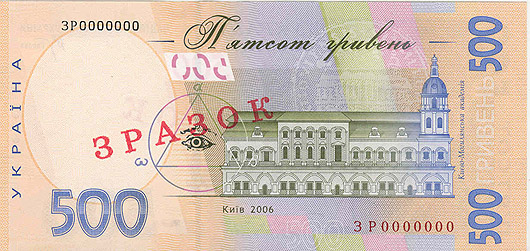
ウクライナの500フリヴニャ紙幣の裏面
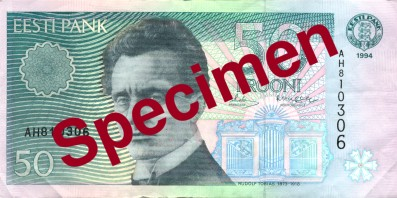
エストニアの50クローン紙幣の表面。Käina教会がデザインされている。
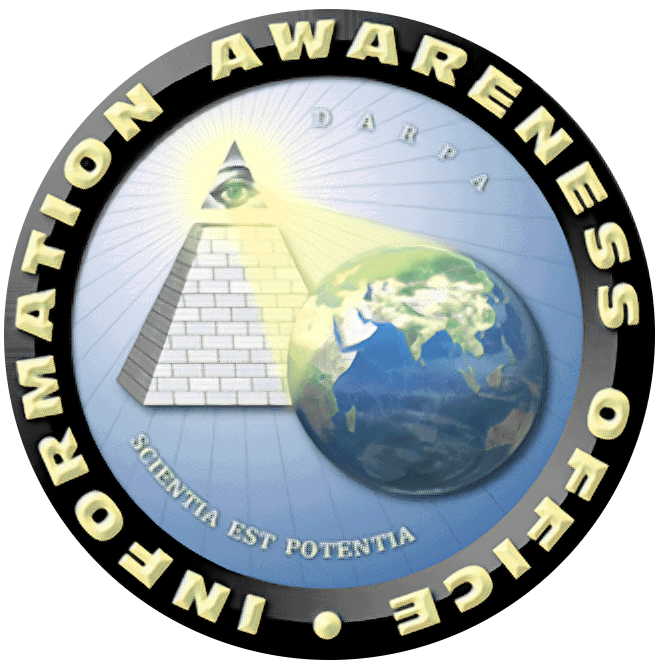
アメリカ情報認知局（IAO）のシンボルマーク

## 陰謀論

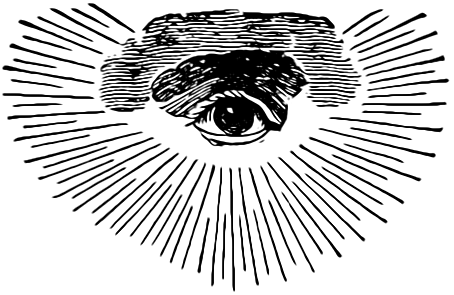
初期のフリーメーソンリーで用いられたプロビデンスの目

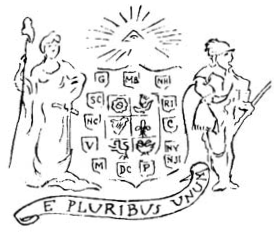
デュ・シミティエールが提案した国章案

フリーメイソン陰謀論者やそれにまつわる都市伝説では、三角形に目を配したプロビデンスの目はフリーメイソンの象徴とされる。この紋章がUSドル紙幣に描かれていることはアメリカ合衆国がフリーメイソンの支配下にある証拠だ、と唱える者もいる。これらの図像学研究においては、プロビデンスの目は「神が全てを見通す目」だと考えている。未完成のピラミッド型の建造物の上で、まわりを栄光の光によって囲まれる三角形の目で監視する、という意味。神の目で人類を監視していることを示しているとされる。
アメリカのドル札だけではなく、日本の千円札を透かして見ると野口英世の左目と富士山の頂上付近が重なって見える様子が「プロビデンスの目」であり、日本銀行紋章も、フリーメイソンリーがアメリカ合衆国と同じく日本経済にも関与していると考察する者もいる。
尚、野口英世は、ジョン・コールマンの著書三百人委員会会員のロックフェラー財団の研究員に属し貢献した。
ロックフェラー財団は、福島県の野口の生家の保存を目的として「野口英世博士記念会」を設立し、現在は野口英世記念館となった。紙幣発行の日本銀行も資本の30%程度は非公表であるとし、同行は三百人委員会が保有している私有銀行であるとの陰謀論を唱える者もいる。また世界の紙幣発行の中央銀行も国有ではなく、三百人委員会の資本が入っているとしている。

### 陰謀論に対する反論
ただし、プロビデンスの目自体のデザインは古くから教会建築などに用いられる一般的な紋章であり、国章選定の当時はフリーメーソンリーとの関連があるとは見られていなかった。また国章制定委員会のメンバーであったフリーメーソンはベンジャミン・フランクリンのみである上、プロビデンスの目使用を提案したのはピエール・デュ・シミティエールであり、かれはメーソンではなかった。さらにこの委員会での国章制定は流れ、フランシス・ホプキンソンが提案したデザインを元にしたウィリアム・バートンのデザインした案が最終案の雛形になった。ただしホプキンソン自身が提案した図案に階段ピラミッドはあるがプロビデンスの目はない。さらにこの際の委員会でも決定は行われず、正式決定が行われたのは1782年のことであった。ホプキンソンとバートン、正式決定に関与したチャールズ・トムソンらがフリーメーソンリーと関係があったという事実は確認されていない。紋章はその後いくつかの修正を経て現在に至っている。
さらにフリーメーソンリーでもプロビデンスの目のデザインは用いていたが、1782年の国章制定以前に三角形と目によるプロビデンスの目が用いられたフリーメーソンの文書は存在していない。フリーメーソンリーが公式に三角形と目によるデザインに言及したのはトマス・スミス・ウェッブの著書による1797年のことである。フリーメーソンリーの複数のロッジはこれらの根拠をあげ、国章制定への関与や、この三角形に目を描いた紋章がフリーメーソンを表す紋章であることを否定している。
また、イルミナティの紋章であるとされることもあるが、大英博物館にあるイルミナティ文書の原本や、メンバーが使用していた場所のデザインにプロビデンスの目は存在していない。
さらには、日本銀行は法律上出資者に議決権がなく支配を目的とした株式の取得に意味がないこと、米国での連邦準備銀行は各地区銀行の出資によるもので資本構造は明快で不明な出資者による支配はないこと、金融監督により通貨供給量を管理するFRB・実際の紙幣を引き渡す各地区連邦準備銀行・紙幣を印刷するアメリカ合衆国財務省・市場操作により通貨の流通量の間接的な操作を行う連邦公開市場委員会を混同していること、香港のように香港上海銀行他中央銀行以外が長期間紙幣を発行し安定した紙幣の流通を実現している例があること、現在では直接の紙幣の流通残高をはるかに超える信用取引が実体経済を支えていること等から、紙幣発行に関する陰謀論は極めて稚拙なものであり容易に反論できる水準にすぎない。金融による支配についても同様にロスチャイルド、ロックフェラー、ジョン・モルガンを混同したものが多い。